# Argyrosomus hololepidotus
Argyrosomus hololepidotus é uma espécie de peixe da família Sciaenidae e da ordem Perciformes.

## Morfologia
- Os machos podem atingir 200 cm de comprimento total[5] e 71 kg de peso.[6][7]

## Alimentação
Alimenta-se de peixe, caranguejos, camarões e vermes.

## Predadores
Na África do Sul sofre predação por Argyrosomus hololepidotus, Lichia amia e Arctocephalus pusillus pusillus.

## Habitat
É um peixe de clima subtropical (13 °C-24 °C) e demersal que vive até 400 m de profundidade.

## Distribuição geográfica
É encontrado no Oceano Índico: Madagáscar, Austrália, Índia, Irão e Ilhas Maurícias.

## Observações
É inofensivo para os humanos.

## Nomes comuns
- Em Angola é denominado por corvina, corvina-legítima, guemba, pungo e pungo-preto
- Em Moçambique é denominado por corvina-real.
- Em Portugal é designado por corvina-africana